# 吴时外国传
《吴时外国传》是三国时吴国的康泰所著记载出使南国见闻的一部书。吴国孙权时期交广刺史吕岱于赤烏六年（243年）遣宣化从事朱应、中郎康泰南宣国化。康泰于归国后著《吴时外国传》记录出使南国时的经历的一百数十国的见闻。此书是古代南海最早的地志专书，可与多禄米的《地理志》比美。《吴时外国传》一书中唐宋时仍存在，后遗失，但散见于多种书籍的引文中。《水经注》称之为《康泰扶南传》或《康泰扶南记》，《北堂书抄》称之为《吴时外国传》、《扶南传》；《艺文聚类》称之为《吴时外国志》；《通典》称之为《扶南传》、《扶南土俗传》、《扶南土俗》；《史记正义》称之为《康泰外国传》、《康氏外国传》。

## 内容
《吴时外国传》原录一百数十国，但原书已失，散见于各种书籍的引文，仅存35国：扶南国、日南国、西屠国、波辽国、屈都乾、波延洲、诸薄国、薄叹洲、北櫖洲、马五洲、沉兰洲、巨延洲、斯调洲、涨海、火洲、金陈国、林阳国、奴后国、顿逊国、吡骞国、拘利国、蒲罗中国、加营国、恒水、担扶国、天竺国、乌文国、优钹国、横跌国、迦那调国、大秦国、舍卫国、安息国、滨舟专国、究原国。

## 版本
- 元末陶宗仪辑录本《扶南传》
- 清陈运溶辑录本《康泰吴时外国传》一卷，《康泰扶南土俗传》一卷，《扶南传》。
- 新加坡许云樵辑注本《康泰吴时外国传辑注》1971年东南亚研究所辑失丛刊之二，东南亚研究所印行。